# Анортит
Анортит (др.-греч. ἄνορθος — косой) — минерал из группы полевых шпатов (плагиоклазов). По составу относится к алюмосиликатам со структурой каркасного типа.

## Свойства
Химическая формула чистого анортита: CaAl2Si2O8, где CaO — 20,1%, Al2O3 — 36,7%, SiO2 — 43,2%. Бесцветный или белый, серый, иногда желтоватый, красноватый. Блеск стеклянный, излом неровный. Прозрачный до полупрозрачного.
Твёрдость 6 — 6,5. Плотность 2,76 г/см³. Анортит образует в основном зернистые агрегаты. Кристаллы призматические, реже вытянуты. Образует сплошные зернистые массы.
Сингония триклинная. Характерный для основных интрузивных и эффузивных магматических пород. Находится вместе с магнетито-железистыми силикатами, а также в метеоритах. Используется в керамической промышленности.

## Нахождение в природе
Чистый анортит редок. Породообразующий минерал таких магматических пород, как базальт, габбро, норит; встречается в местах контактов магматических пород с известняками, в амфиболитах. Анортит встречается в Карелии, на Урале, на Украине. Является также одной из основных пород лунного реголита (наряду с пироксеном, оливином и ильменитом).

## Классификация
Различают:
- Анортит баристый (замена анортита, которая содержит до 5,5% ВаО);
- Анортит галистый (искусственный анортит, в котором алюминий замещается галлием);
- Анортит-гаюин (гипотетический компонент группы содалита, содержащий Ca);
- Анортит германистый (искусственный анортит, в котором кремний замещается германием);
- Анортит калистый (замена анортиту, содержащей более 6,5% К2О).